# Enizemum nigricorne
Enizemum nigricorne là một loài tò vò trong họ Ichneumonidae.